# Artyom Popov
Artyom Igorevich Popov (tiếng Nga: Артём Игоревич Попов; sinh ngày 30 tháng 8 năm 1992) là một cầu thủ bóng đá người Nga. Anh thi đấu cho F.K. Orenburg.

## Sự nghiệp câu lạc bộ
Anh ra mắt tại Giải bóng đá ngoại hạng Nga cho P.F.K. CSKA Moskva vào ngày 24 tháng 9 năm 2011 trong trận đấu với F.K. Volga Nizhny Novgorod.